# Beaumont (prowincja Hainaut)
Beaumont (pcd. Biômont) – miasto w Belgii, w Regionie Walońskim, w prowincji Hainaut, w okręgu Thuin. 1 stycznia 2024 r. liczyło 7140 mieszkańców. Powierzchnia miasta wynosi 93,48 km², a jego gęstość zaludnienia wynosi 76 osób/km².
W mieście znajduje się XI-wieczny donżon Tour Salamandre.

## Podział administracyjny
W skład miasta wchodzi sześć dzielnic (section):
- Leugnies
- Leval-Chaudeville
- Renlies
- Solre-Saint-Géry
- Strée
- Thirimont